# The Wife Aquatic
The Wife Aquatic, llamado La esposa acuática en Hispanoamérica y Esposa acuática en España, es el décimo episodio de la decimoctava temporada de la serie de televisión de dibujos animados Los Simpson. Se emitió por primera vez el 7 de enero de 2007 en Estados Unidos, el 29 de julio de 2007 en Hispanoamérica y el 27 de julio de 2008 en España. El episodio fue escrito por Kevin Curran y dirigido por Lance Kramer. Sab Shimono y Maurice LaMarche fueron las estrellas invitadas. En este episodio, la familia viaja al pueblo donde Marge pasó varios veranos cuando niña, y Homer decide ayudar a revitalizar el lugar.

## Sinopsis

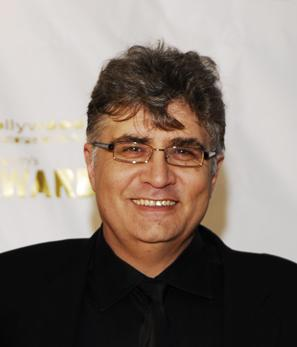
Maurice LaMarche fue una de las estrellas invitadas, interpretando a Billy, el pescador de Barnacle Bay.

Todo comienza cuando en el Parque de Springfield cuando Ned Flanders pone una película de cine mudo, pero se dañan porque un rábano cae en el proyector, a lo que Paty y Selma ponen unos vídeos de viajes cuando eran niñas. Marge se pone muy alegre al recordar ese lugar de verano que para ella era un paraíso. Homer, al ver la felicidad de Marge al recordar ese sitio de verano, decidió llevar a la familia al mismo lugar, pero luego descubren que el lugar había cambiado y se había convertido en un basurero sin turistas. Un pescador le dice a la familia que el lugar había recaído por la desaparición de los peces Yum-Yum.
Marge se entristece y Homer decide reconstruir un carrusel que era la atracción favorita de Marge. Al hacerlo, Marge se pone alegre y se divierte mucho. Homer decidió terminar la noche de diversión con fuegos artificiales, pero una ceniza provoca que se incendie el muelle, los pobladores del pueblo se enfurecen y deciden que como castigo Homer deberá pescar con un grupo de pescadores. El capitán le dice a Homer que empanice los pescados y ponga carnada en los anzuelos y Homer se equivoca y empaniza los anzuelos, al hacer esto los peces Yum-Yum muerden el anzuelo y Homer y el grupo de pescadores se alegran. 
Mientras Marge, Maggie y Lisa van a un museo de animales acuáticos, donde un hombre dice que se acerca una tormenta muy fuerte en el mar donde estaba pescando Homer, por lo que Marge se preocupa y decide buscarlo en el faro cuando empieza la tormenta. Homer descubre que Bart estaba en el barco desde el comienzo del día para ver cómo pescaban, al pasar el tiempo la tormenta llega a su auge y el barco se hunde con Homer y Bart dentro.
En la iglesia todo el pueblo y la familia Simpson lamenta la muerte de Homer, Bart y el grupo de pescadores, pero inesperadamente Homer y todos los demás sobreviven y entran en la iglesia donde hacían su funeral.
Al final, Lisa dice que la sobreexplotación de los peces Yum-Yum los llevó a la ruina así que tendría que encontrar otra forma de tener una mejor fuente de turismo, y el pueblo empieza a talar árboles.